# François Berléand

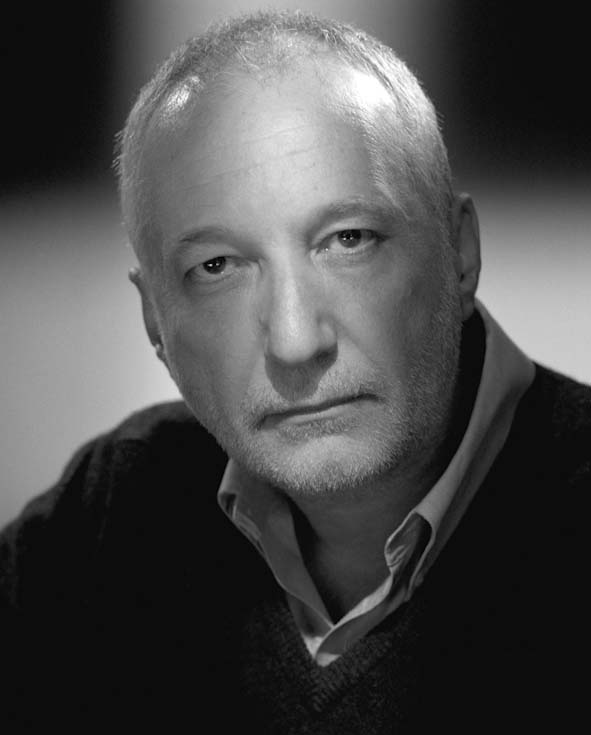
François Berléand, 2006

François Berléand [fʀãsˌwa bɛʀleˈã] (* 22. April 1952 in Paris) ist ein französischer Schauspieler.

## Leben
François Berléand war Mitglied der Pariser Theatergruppe Equipe du Splendid, zu der unter anderem auch Gérard Jugnot, Thierry Lhermitte und Christian Clavier gehörten. Die Gruppe trat Ende der 1970er- und Anfang der 1980er-Jahre in Pariser Kaffeehäusern und Kleinkunsttheatern auf und war mehrmals, meist unter Regie von Patrice Leconte in Kinofilmen zu sehen, so zum Beispiel in der Filmreihe Les Bronzés. Berléand trat in den Filmen der Equipe du Splendid in Kleinstrollen auf.
Der französische Regisseur Pierre Jolivet holt Berléand oft für seine Filme vor die Kamera. Die Zusammenarbeit begann 1986 bei Jolivets Film Le complexe du kangourou und zog sich bis zu dem für 2007 angekündigten Irrésistible (Unwiderstehlich). Im Jahr 2000 erhielt Berléand für seine Leistung in Jolivets Film Ma petite entreprise den César als bester Nebendarsteller. Dort spielt er einen betrügerischen Versicherungsangestellten. Auch Louis Malle entdeckte Berléands Talent und besetzte ihn für seine beiden Filme Auf Wiedersehen, Kinder und Milou im Mai in wichtigen Nebenrollen.
In den 1990er-Jahren war Berléand hauptsächlich in Fernsehproduktionen zu sehen, so 1995 im Kriegsdrama Les Milles - Gefangen im Lager von Regisseur Sébastien Grall. Einzig sein theaterbegeisterter Aushilfslehrer Alain Denizet in der Komödie Tableau d’honneur erregt 1992 Aufmerksamkeit bei den Filmkritikern. Seit 2000 ist er wieder hauptsächlich im Kino zu sehen und avancierte bald zu einem der bekannten französischen Schauspieler. Im Jahr 2002 wurde er für die internationale Koproduktion The Transporter als Inspektor Tarconi besetzt. In den Fortsetzungen Transporter – The Mission (2005) und Transporter 3 (2008) wurde er ebenfalls besetzt.
Im Jahr 2004 hatte Berléand seine bisher meisten Kinorollen inne. Unter anderem war er in Alexandra Leclères Langfilmdebüt Zwei ungleiche Schwestern sowie im erfolgreichen Kinofilm Die Kinder des Monsieur Mathieu zu sehen. Im Jahr 2003 war Berléand für seine Leistung in Mon idole als bester Hauptdarsteller für den César nominiert und erhielt 2005 für Die Kinder des Monsieur Mathieu eine weitere César-Nominierung, diesmals als bester Nebendarsteller.
Berléand spielt oft Intriganten, die gesellschaftlich hoch stehen und eitel sind.
Berléand steht seit 1973 regelmäßig auf der Theaterbühne. Sein Debüt hatte er in einer Bühnenbearbeitung von Kafkas Erzählung Ein Hungerkünstler am Théâtre Daniel-Sorano in Vincennes, Regie Daniel Benoin. 1975 spielte er in Avignon eine Rolle in Georg Büchners Woyzeck, ebenfalls inszeniert von Daniel Benoin. Seit Anfang der 1980er Jahre spielt er regelmäßig Theater auf Pariser Bühnen, u. a. ab 2023 in 88 fois l’infini von Isabelle Le Nouvel am Théâtre des Bouffes Parisiens in einer Inszenierung von Jérémie Lippmann.

## Filmografie (Auswahl)
- 1981: Les hommes préfèrent les grosses – Regie: Jean-Marie Poiré
- 1983: Stella – Regie: Laurent Heynemann
- 1984: Mord für die Vergangenheit (Meurtres pour memoire) – Regie: Laurent Heynemann
- 1985: Gezeichnet: Charlotte (Signé Charlotte) – Regie: Caroline Huppert
- 1986: Känguruh Komplex – Der Mann mit dem Babytick (Le complexe du kangourou) – Regie: Pierre Jolivet
- 1986: La femme secrète – Regie: Sébastien Grall
- 1987: Das Ende der Liebe (Main pleine) – Regie: Jean Marc Meastracci
- 1987: Auf Wiedersehen, Kinder (Au revoir les enfants) – Regie: Louis Malle
- 1988: Camille Claudel – Regie: Bruno Nuytten
- 1989: Der Gefangene von Sankt Helena (Jeniec Europy) – Regie: Jerzy Kawalerowicz
- 1989: L’orchestre rouge – Regie: Jacques Rouffio
- 1990: Eine Komödie im Mai (Milou en Mai) – Regie: Louis Malle
- 1992: Tableau d’honneur – Regie: Charles Némès
- 1993: La vis – Regie: Didier Flamand
- 1993: Julie Lescaut (Fernsehserie, 1 Folge)
- 1994: Une belle âme – Regie: Eric Besnard
- 1994: 3000 scénarios contre un virus – Regie: diverse
- 1994: Der Violinist (Le joueur du violon) – Regie: Charlie van Damme
- 1995: Les milles – Gefangen im Lager (Les milles) – Regie: Sébastien Grall
- 1995: Der Lockvogel (L’appât)
- 1995: Sommergewitter (Le garçon d’orage) – Regie: Jérôme Foulon
- 1996: Fred – Regie: Pierre Jolivet
- 1996: Hauptmann Conan und die Wölfe des Krieges (Capitaine Conan) – Regie: Bertrand Tavernier
- 1996: Das Leben: Eine Lüge (Un héros très discret) – Regie: Jacques Audiard
- 1997: Mit Herz und Degen (Pardaillan) – Regie: Edouard Niermans
- 1997: Der siebte Himmel (Le septième ciel) – Regie: Benoît Jacquot
- 1998: Place Vendôme – Regie: Nicole Garcia
- 1998: Schule des Begehrens (L’école de la chair) – Regie: Benoît Jacquot
- 1998: Unter Hypnose (Dormez, je le veux!) – Regie: Irène Jouannet
- 1998: Romance XXX (Romance) – Regie: Catherine Breillat
- 1999: Codename Clown (Le sourire du clown) – Regie: Eric Besnard
- 1999: Ma petite entreprise – Regie: Pierre Jolivet
- 2000: Deep in the Woods – Allein mit der Angst (Promenons-nous dans les bois) – Regie: Lionel Delplanque
- 2000: Le prince du pacifique – Regie: Alain Corneau
- 2001: Zärtliche Seelen (Les âmes calines) – Regie: Thomas Bardinet
- 2002: Casanova – Ich liebe alle Frauen (Il giovane Casanova) (TV) – Regie: Giacomo Battiato
- 2002: Bad, Bad Things (Mon idole) – Regie: Guillaume Canet
- 2002: The Transporter (La transporteur) – Regie: Louis Leterrier, Corey Yuen
- 2002: L’adversaire – Regie: Nicole Garcia
- 2003: Remake – Regie: Dino Mustafic
- 2003: Die schrecklichen Eltern (Les parents terribles) – Regie: Josée Dayan
- 2003: Die Amateure (Les amateurs) – Regie: Martin Valente
- 2003: Filles uniques – Regie: Pierre Jolivet
- 2004: Die Kinder des Monsieur Mathieu (Les choristes) – Regie: Christophe Barratier
- 2004: Hochzeiten und andere Katastrophen (Le plus beau jour de ma vie) – Regie: Julie Lipinski
- 2004: Zwei ungleiche Schwestern (Les sœurs fâchées) – Regie: Alexandra Leclère
- 2004: Cash Truck – Der Tod fährt mit (Le convoyeur) – Regie: Nicolas Boukhrief
- 2004: Narco (Narco – The Secret Adventures of Gustave Klopp) – Regie: Tristan Aurouet, Gilles Lellouche
- 2005: Transporter – The Mission (Le transporteur II) – Regie: Louis Leterrier
- 2005: Quartier VIP – Regie: Laurent Firode
- 2006: Geheime Staatsaffären (L’ivresse du pouvoir) – Regie: Claude Chabrol
- 2006: Le passager de l’été – Regie: Florence Moncorgé-Gabin
- 2006: Kein Sterbenswort (Ne le dis à personne) – Regie: Guillaume Canet
- 2007: Kann das Liebe sein? (Je crois que l’aime) – Regie: Pierre Jolivet
- 2007: Die zweigeteilte Frau (La fille coupée en deux) – Regie: Claude Chabrol
- 2008: Transporter 3 – Regie: Olivier Megaton
- 2008: 15 ans et demi … – Regie: François Desagnat, Thomas Sorriaux
- 2008: Ca$h
- 2009: Das Konzert (Le concert) – Regie: Radu Mihăileanu
- 2010: Macht über die Insel (Main basse sur une île) (TV) – Regie: Antoine Santana
- 2012: Väter und andere Katastrophen (Un jour mon père viendra) – Regie: Martin Valente
- 2012: Transporter: Die Serie (Transporter: The Series, Fernsehserie)
- 2012: Und nebenbei das große Glück (Un bonheur n’arrive jamais seul) – Regie: James Huth
- 2012: Dead Man Talking – Regie: Patrick Ridremont
- 2012: La stratégie de la poussette – Regie: Clément Michel
- 2012: Max – Regie: Stéphanie Murat
- 2013: Blanche nuit – Regie: Fabrice Sébille
- 2013: 12 ans d’âge – Regie: Frédéric Proust
- 2015: L’antiquaire – Regie: François Margolin
- 2015: Unter Freunden (Entre amis) – Regie: Olivier Baroux
- 2015: Vicky Banjo – Regie: Denis Imbert
- 2015: Call My Agent! (Dix pour cent, Fernsehserie, eine Folge)
- 2018: Die Sch’tis in Paris – Eine Familie auf Abwegen (La Ch’tite Famille)
- 2019: La loi de Damien – Régie: Arnaud Sélignac
- 2019: Einsam Zweisam (Deux moi) – Regie: Cédric Klapisch
- 2019: Meine geistreiche Familie (L’Esprit de famille)
- 2020: Die perfekte Ehefrau (La bonne épouse)
- 2021: Schmetterlinge im Ohr (On est fait pour s’entendre)
- 2023: Adieu Chérie – Trennung auf Französisch (Nouveau départ)

## Auszeichnungen
- 2000: César, Bester Nebendarsteller, für Ma petite entreprise
- 2003: César-Nominierung, Bester Hauptdarsteller, für Bad, Bad Things
- 2003: Étoile d’Or, Bester Hauptdarsteller, für Bad, Bad Things
- 2005: César-Nominierung, Bester Nebendarsteller, für Die Kinder des Monsieur Mathieu